# Betty Shabazz
Betty Shabazz (Betty Dean Sanders; 28 de mayo de 1934 - 23 de junio de 1997), también conocida como Betty X, fue una activista y educadora estadounidense, reconocida por su labor social al lado de su esposo, el político y activista Malcolm X.

## Biografía
Shabazz creció en Detroit, Míchigan, donde sus tutores se refugiaron del racismo. Ingresó en el Tuskegee Institute de Alabama, estado donde este flagelo era bastante común en la época. Ante esta situación, Betty decidió mudarse a la ciudad de Nueva York y se convirtió en enfermera. Allí conoció a Malcolm X y se unió a la organización religiosa conocida como la Nación del Islam en 1956. Dos años después contrajo matrimonio con Malcolm.
Junto con su esposo, Shabazz abandonó la organización religiosa en 1964, siendo testigo de su asesinato un año más tarde durante una conferencia en Manhattan. Con la responsabilidad de criar seis hijas por su propia cuenta, Shabazz realizó estudios de educación superior y se vinculó laboralmente con el Medgar Evers College en Brooklyn, Nueva York.

### Fallecimiento
Tras el arresto en 1995 de su hija Qubilah por una aparente conspiración de asesinato en contra de Louis Farrakhan, Shabazz acogió a su nieto de diez años, Malcolm. En 1997 el joven decidió incendiar el apartamento que compartía con su abuela como una forma de llamar la atención. En dicho incendio, Betty sufrió graves quemaduras en el ochenta por ciento de su cuerpo y murió tres semanas después como resultado de sus heridas. Malcolm Shabazz fue sentenciado a 18 meses de detención en una correccional juvenil.